# Field of Streams
Field of Streams («Поле потоков») — десятая серия первого сезона американского мультсериала «Шоу Кливленда». Премьерный показ состоялся 3 января 2010 года на канале FOX.

## Сюжет
Кливленд и его сослуживец Терри вспоминают о былых временах, когда они играли в бейсбол в составе школьной команды. Кливленд был тогда звездой местного масштаба, и носил прозвище «Hot Brown». Посетив, на волне воспоминаний, свою школу, они обнаруживают, что их команды больше не существует. Директор школы Уолли даёт Кливленду задание найти 5 000 долларов на восстановление стадиона. Срок — одна неделя, до начала соревнований. Кливленд не может собрать необходимую сумму, но его выручает Терри с чеком на 120 000 долларов от их хозяина, мистера Уотермана (добытый нечестным путём).
Кливленд становится главным тренером, и объявляет набор игроков. Его сын вступать в команду отказывается, предпочтя математический кружок. Кливленд обращается за советом к своему бывшему тренеру, МакФоллу, и тот даёт ему совет: подарить сыну свой «победный свитер». Действительно, гордый подарком, Кливленд-младший становится частью команды.
Впрочем, из-за ожирения у мальчика игра не клеится. Опечаленный результатами, отец выкрадывает подаренный «победный свитер», а его сын, после того, как узнаёт правду, вступает всё-таки в математический кружок, а свитер дарит директору.
На игру директор Уолли приводит Кливленда-младшего, хотя тот и не понимает, зачем. Увидев своего сына на трибунах, отец пытается помириться с ним. Тем временем, директор готовится сжечь «победный свитер» Кливленда. Увидев, как он дорог отцу, Кливленд-младший сшибает с ног Уолли и возвращает свитер владельцу. Мир между отцом и сыном восстановлен.
Решив отомстить директору, Кливленд гоняется за ним по всему полю, и загоняет того в угол, где он мочится в штаны от страха.

## Создание[1]
Автор сценария: Аарон Ли
Режиссёр: Айан Грэхем
Композитор:
Приглашённые знаменитости: отсутствуют

## Интересные факты

### Мелочи
- Термин «поле потоков» существует в астрономии.
- Премьеру эпизода посмотрели 6 960 000 зрителей. Для сравнения, в тот же вечер на том же канале премьеру «Американского папаши» («Don't Look a Smith Horse in the Mouth») (англ.) посмотрели 5 910 000 человек, «Гриффинов» («Big Man on Hippocampus») — 8 100 000зрителей, «Симпсонов» («Thursdays with Abie») — 8 650 000 человек[2].